# Stazione di Higashi-Zushi
La stazione di Higashi-Zushi (東逗子駅?, Higashi-Zushi-eki) è una stazione ferroviaria della città giapponese di Zushi, nella prefettura di Kanagawa. È servita dalla linea Yokosuka della JR East e dista 59,8 km dalla stazione di Tokyo.

## Linee
East Japan Railway Company
■ Linea Yokosuka

## Struttura
La stazione di Higashi-Zushi è realizzata in superficie, con due marciapiedi laterali collegati da sovrappassaggio serviti da due binari centrali.
| 1 | ■ Linea Yokosuka |  | per Zushi, Ōfuna, Yokohama, Tokyo, Chiba e Aeroporto Narita |
| 2 | ■ Linea Yokosuka |  | per Yokosuka e Kurihama                                     |

## Stazioni adiacenti
| «              | Servizio       | »              |
| Linea Yokosuka | Linea Yokosuka | Linea Yokosuka |
| -------------- | -------------- | -------------- |
| Zushi          | Locale         | Taura          |